# Philip Voges
Philip Voges (* 1966 in Hamburg) ist ein deutscher Film- und Fernsehproduzent.

## Leben
Philip Voges besuchte das Gymnasium Eppendorf und schloss die Schule 1986 mit dem Abitur ab. Von 1987 bis 1988 war er Soldat im NATO-Hauptquartier AFCENT in Brunssum, Niederlande. Danach verbrachte er ein Jahr in Frankreich. Von 1989 bis 1991 machte Voges eine Ausbildung zum Verlagskaufmann beim Verlag der Frankfurter Allgemeinen Zeitung. Noch im selben Jahr begann er an der Hochschule für Fernsehen und Film München ein Studium „Produktion und Medienwirtschaft“, das er 1995 erfolgreich abschloss.
Anfang 1996 gründete Voges gemeinsam mit Mischa Hofmann die Produktionsfirma Hofmann & Voges Entertainment GmbH (später H & V Entertainment GmbH). Im Jahr 2007 verkaufte er die Hofmann & Voges Entertainment zusammen mit seinem Partner Mischa Hofmann an die Odeon Film AG.
Zum 1. November 2010 verließ er die Hofmann & Voges Entertainment GmbH (später H & V Entertainment), für die er bis dahin weiter als Geschäftsführer gearbeitet hatte. Kurz darauf gründete er die Produktionsfirma Chestnut Films GmbH & Co KG.
Zum 1. April 2017 kehrte Voges zur H & V Entertainment als Produzent zurück.
2023 ging die H & V Entertainment in die Odeon Fiction GmbH über. Odeon ist eine Tochter der Leonine Studios.

## Filme und Serien als Produzent
- 1995: Rohe Ostern, Kino
- 1996: Buddies, Sat 1, TV-Movie
- 1997: Die Friedensmission, Pro Sieben, TV-Movie
- 1997: Weihnachtsfieber, Kino
- 1998: Der Bunker (1999), Pro Sieben, TV-Movie
- 1999: Das sündige Mädchen, RTL-Zweiteiler
- 1999: Thema Nr. 1, Kino
- 1999: Die Bademeister – Weiber, saufen, Leben retten, RTL, TV-Movie
- 1999: Erkan & Stefan, Kino
- 2000: Fußball ist unser Leben, Kino
- 2000: Sinan Toprak ist der Unbestechliche, 1. Staffel, RTL-Serie
- 2001: Der Liebe entgegen, ZDF, TV-Movie
- 2001: Polizeiruf 110 - Silikon Walli, ARD, TV-Movie
- 2001: Aus Liebe zu Tom, Sat 1, TV-Movie
- 2001: Headnut.tv, 1. Staffel, ProSieben-Show
- 2001: Feuer, Eis & Dosenbier, Kino
- 2001: Sinan Toprak ist der Unbestechliche, 2. Staffel, RTL-Serie
- 2002: Männer häppchenweise, Pro Sieben, TV-Movie
- 2002: Ehespiele, ZDF TV Movie
- 2002: Erkan und Stefan – Gegen die Mächte der Finsternis, Kino
- 2002: Mit Herz und Handschellen, 1. Staffel, Sat1-Serie
- 2002: Headnut.tv, 2. Staffel, ProSieben-Show
- 2003: Der letzte Lude, Kino
- 2003: Die Nacht der lebenden Loser, Kino
- 2003: Soloalbum, Kino
- 2003: Schulmädchen, 1. Staffel, RTL-Serie
- 2003: Nur Anfänger heiraten, Sat1 TV Movie
- 2004: Mörderische Suche
- 2004: Schulmädchen, 2. Staffel, RTL-Serie
- 2004: Mit Herz und Handschellen, 2. Staffel, Sat1-Serie
- 2005: Hunde haben kurze Beine, ZDF, TV-Movie
- 2005: Tod einer Freundin, ZDF, TV-Movie
- 2005: Türkisch für Anfänger, 1. Staffel, ARD-Serie
- 2005: Bei Krömers, ARD-Show
- 2006: Manatu, Sat 1, TV-Movie
- 2006: Heute heiratet mein Ex, Sat 1, TV-Movie
- 2006: Wo ist Fred?, Kino
- 2006: KDD – Kriminaldauerdienst; 1. Staffel, ZDF-Serie
- 2006: Türkisch für Anfänger, 2. Staffel, ARD-Serie
- 2007: Liesl Karlstadt und Karl Valentin, ARD, TV-Movie
- 2007: KDD – Kriminaldauerdienst, 2. Staffel, ZDF-Serie
- 2007: John Rabe, Kino
- 2008: Putzfrau Undercover, Pro Sieben, TV-Movie
- 2008: Morgen, ihr Luschen! Der Ausbilder-Schmidt-Film, Kino
- 2008: Der Seewolf, ProSieben, Event-Zweiteiler
- 2008: Türkisch für Anfänger, 3. Staffel, ARD-Serie
- 2008: Dr. Hope, ZDF, Event-Zweiteiler
- 2008: Totentanz, BR, TV-Movie
- 2009: Solange Du schliefst, ZDF, TV-Movie
- 2009: KDD – Kriminaldauerdienst, 3. Staffel, ZDF-Serie
- 2009: Der letzte Angestellte, ZDF, Kino
- 2010: Die letzten 30 Jahre, ARD, TV Movie
- 2010: Tatort: Nie wieder frei sein ARD, BR, TV-Movie
- 2010: Papa allein zu Haus, ZDF, TV Movie
- 2010: Una Vita tranquilla, italienische Kinokoproduktion
- 2010: Für immer 30, ARD, TV Movie
- 2012: Mann kann, Frau erst recht, Sat 1, TV-Movie
- 2014: Irre sind männlich, Kinofilm, auch Autor
- 2016: Männertag, Kinofilm, auch Autor
- 2016: Dating Alarm, SAT 1, TV Movie, auch Autor
- 2017: Harry die Ehre, Serie, Pilot
- 2019: Die Freundin meiner Mutter, ARD, TV-Movie, auch Autor
- 2021: Der Masuren Krimi - Fryderyks Erbe, ARD, TV-Reihe
- 2021: Der Masuren Krimi - Fangschuss, ARD, TV-Reihe
- 2023: Bonn – Alte Freunde, neue Feinde, ARD, historische Miniserie[3][4]
- 2023: Der Masuren Krimi - Freund oder Feind, ARD, TV-Reihe
- 2023: Der Masuren Krimi - Marzanna, Göttin des Todes, ARD-TV-Reihe
- 2023: Meme Girls, RTL+, Comedy-Serie
- 2023: Zwei Weihnachtsmänner sind einer zu viel, ZDF, TV-Film

- 2024: Der Masuren Krimi - Blutgeld, ARD, TV-Reihe
- 2024: Der Masuren Krimi - Die verlorene Tochter, ARD, TV-Reihe
- 2025: Der Masuren Krimi - Liebestod, ARD, TV-Reihe
- 2025: Der Masuren Krimi - Mord in Galindien, ARD, TV-Reihe

## Preise (Auswahl)
Bayerischer Filmpreis, Grimme-Preis, Deutscher Fernsehpreis, zweimal Best European Producer of the Year, Monte Carlo, Civis Medienpreis, Tout Ecran, Banff Television Festival Rockie Award, VFF TV-Movie Award, Deutscher Filmpreis in Gold, International Emmy Nominierung.